# セイシカ
セイシカ（聖紫花、学名：Rhododendron latoucheae）はツツジ科ツツジ属の常緑小高木。別名、ヤエヤマセイシカ。

## 特徴
高さはふつう2-5mになり、ときに10mに達するものもある。若い枝は無毛で、若枝や若葉はしばしば赤みをおびる。葉は互生し枝先に集まってつき、葉柄は長さ8-18mmになる。葉は革質で、葉身は長さ5-9cm、幅1.5-3.5cmになり、長楕円形から狭長楕円形で、先は短くとがり先端に腺状突起があり、基部は鋭形で葉柄に流れ、両面は無毛で葉脈は明らか。
花期は3-4月。それぞれの1個の花芽に1個の花をつけ、枝先に3-5個の花をつける。花柄は長さ3-4cmになり、花冠は淡桃紫色または桃色で、径4-5cmの筒状鐘形で5深裂し、花冠の上側内面に紅紫色の斑点がある。雄蘂は10本で花糸の基部に白色の短毛が生える。花柱は長さ3-4cmになり無毛。果実は蒴果で長さ2-4cmの円筒形になり、7-10月に熟す。

## 分布と生育環境
日本では、石垣島と西表島に分布し、川沿いの林内や林縁の岩上に生育する。世界では、中国（中南部）、台湾に分布する。

## シノニム
- Rhododendron leiopodum Hayata
- Rhododendron ellipticum Maxim.

## ギャラリー
セイシカ（主に2025年3月 沖縄県石垣市 バンナ公園にて撮影）
- 雌蘂と10本の雄蕊
- 花芽
- 葉芽
- 蒴果（2024年7月）

## 下位分類
- アマミセイシカ Rhododendron latoucheae Franch. var. amamiense (Ohwi) T.Yamaz. -奄美大島に分布する変種。絶滅危惧IA類(CR)。
  - 独立種とする見解もある。（シノニム）Rhododendron amamiense Ohwi